# Mount Liszt
Mount Liszt är ett berg i Antarktis. Det ligger i Västantarktis. Argentina, Chile och Storbritannien gör anspråk på området. Toppen på Mount Liszt är 600 meter över havet.
Terrängen runt Mount Liszt är huvudsakligen lite kuperad. Mount Liszt ligger uppe på en höjd som går i öst-västlig riktning. Mount Liszt är den högsta punkten i trakten. Trakten är obefolkad. Det finns inga samhällen i närheten.